# Janina Broniewska
Janina Broniewska z domu Kunig, ps. „Bronisława Janowska”, „Roman Jasiński” (ur. 5 sierpnia 1904 w Kaliszu, zm. 17 lutego 1981 w Warszawie) – polska pisarka, autorka powieści dla dzieci i młodzieży, publicystka, pedagog; major Wojska Polskiego.

## Życiorys
Pochodziła z rodziny o niemieckich korzeniach (ojciec Hugo Oskar Kunig był ślusarzem, matka – Jadwiga Gejer, akuszerką). Naukę przerwała z powodów ekonomicznych na początku ósmej klasy gimnazjum i wyjechała z Kalisza do Warszawy, gdzie w latach 1924–1926 uczęszczała do Szkoły Zdobniczej przy Muzeum Rzemiosł i Sztuki Stosowanej oraz pracowała jako położna. W tym czasie była członkinią Wolnego Harcerstwa.
Jesienią 1933 wraz z mężem Władysławem Broniewskim i sublokatorami aresztowana w związku z podejrzeniem o działalność komunistyczną. Wypuszczona po jednym dniu wobec braku dowodów. Aresztowanie spowodowało zwolnienie jej z pracy w szkole podstawowej.
W latach 1934–1937 była redaktorem „Płomyka”, a w latach 1944–1946 redaktorem naczelnym „Polski Zbrojnej”.
Po 17 września 1939 znalazła się na terenach okupowanych przez ZSRR i wstąpiła do Związku Radzieckich Pisarzy Białorusi.
W czasie II wojny światowej była działaczką Związku Patriotów Polskich i korespondentem wojennym przy 1 Warszawskiej Dywizji Piechoty im. Tadeusza Kościuszki. Była autorem wzoru orła – Polskich Siły Zbrojnych w ZSRR tzw. wzór 43. Wzorowała się na wizerunku orła z sarkofagu Władysława Hermana znajdującego się w katedrze w Płocku. W założeniach nawiązywał on do tradycji piastowskich, lecz nie miał tarczy amazonek ani korony. 31 grudnia 1944 została posłanką do Krajowej Rady Narodowej. Została zgłoszona przez Związek Patriotów Polskich, ale formalnie pozostała bezpartyjna.
W okresie stalinizmu jako jedna z prominentnych postaci Związku Literatów Polskich, pełniła tam funkcję sekretarza POP PZPR. Była propagatorką socrealizmu, mającą wielki wpływ na życie kulturalne ówczesnej Polski. Pełniła również funkcję wiceprezesa Rady Naczelnej ZBoWiD. Od 1962 była członkiem Ogólnopolskiego Komitetu Pokoju. W październiku 1973 otrzymała awans do stopnia majora WP.
Zmarła w Warszawie, pochowana z honorami 24 lutego 1981 na cmentarzu Wojskowym na Powązkach w Warszawie (kwatera A2-13-12). W pogrzebie wzięli udział m.in. członek Biura Politycznego KC PZPR gen. dyw. Mieczysław Moczar, wiceministrowie obrony narodowej gen. broni Józef Urbanowicz i gen. dyw. Józef Baryła oraz prezes ZG TPPR Stanisław Wroński. Mowę pogrzebową wygłosił prezes ZG ZBoWiD Włodzimierz Sokorski.

## Życie prywatne
Janina była córką Jadwigi z d. Gejer i Hugona Oskara Kuniga (1878–1941), Niemca (jego rodzice pochodzili z Ostrowa Wielkopolskiego), który w latach 30. zamieszkał w Przedborzu, gdzie w okresie niemieckiej okupacji został komisarzem miasta (Stadtkommissar) i organizował getto dla ludności żydowskiej, następnie aresztowany przez Niemców i wywieziony do obozu Auschwitz, gdzie zmarł. Matka Janiny rozeszła się z mężem jeszcze w latach 20. i wyszła po raz drugi za mąż za Gustawa Weissenburga, który jako ojczym wychowywał Janinę.

W 1926 Janina Kunig poślubiła w Kaliszu poetę Władysława Broniewskiego, z którym miała córkę Joannę, zwaną „Anką” (1929–1954). Małżeństwo rozpadło się w 1938 (oficjalny rozwód nastąpił w roku 1946).

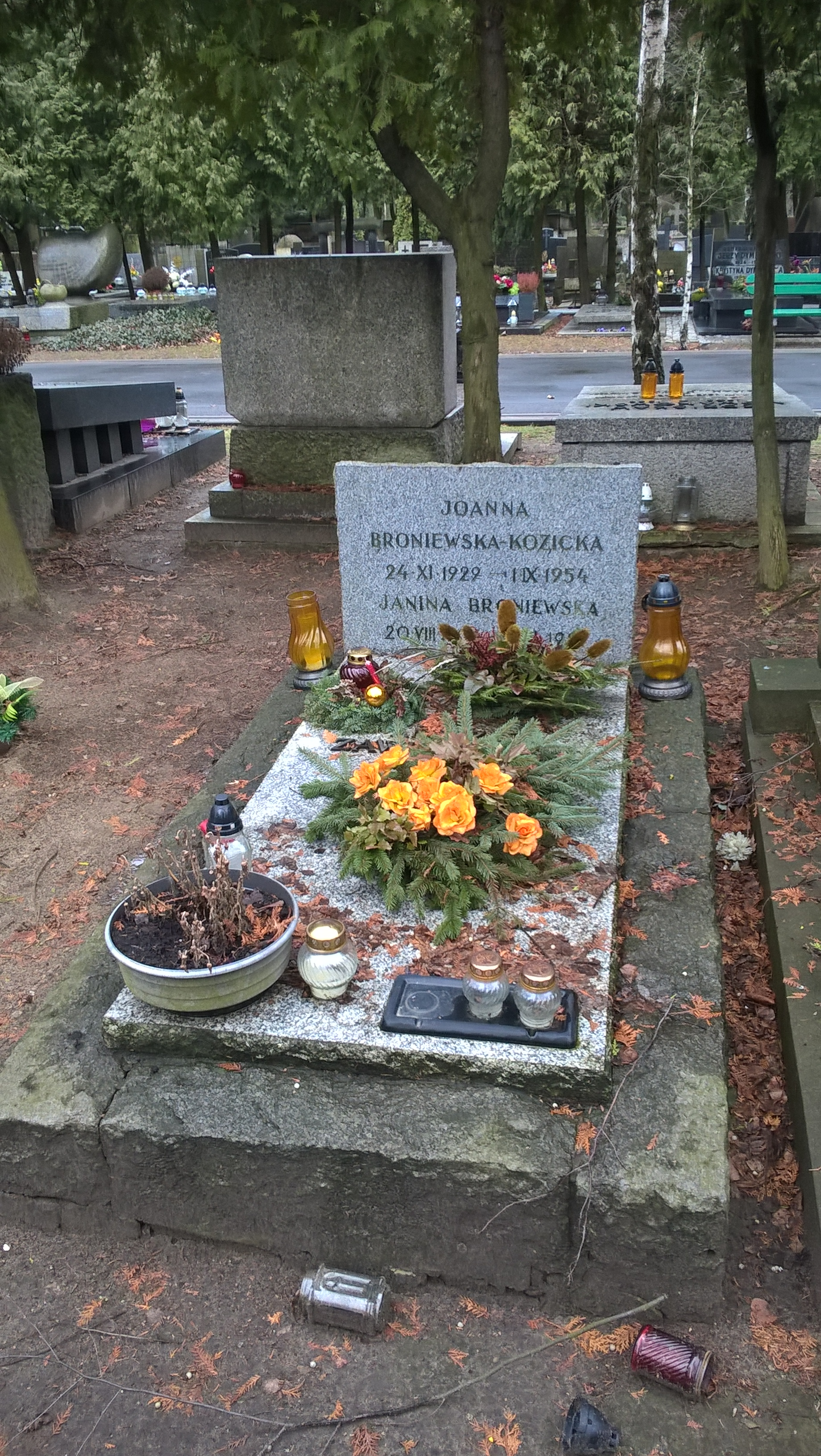
Grób Janiny Broniewskiej i Joanny Broniewskiej-Kozickiej na cmentarzu Wojskowym na Powązkach

Od czasów II wojny światowej jej bliską przyjaciółką była Wanda Wasilewska.

## Twórczość
- Historia gałgankowej Balbisi (1936)
- Historia toczonego dziadka i malowanej babki (1937)
- Ciapek włóczęga (1939)
- O Fuku i Puku aksamitnych pieskach (1939)
- Czołg pułkownika Kukułki (1945)
- Siostrzeńcy ciotki Agaty (1946)
- O człowieku, który się kulom nie kłaniał (1948; o Karolu Świerczewskim)
- Filip i jego załoga na kółkach (1949; w czasach PRL lektura szkolna do 3. klasy szkoły podstawowej)
- Krystek z Warszawy (1949; historia „syna pułku”)
- Ogniwo (1951)
- Z notatnika korespondenta wojennego (1953; wspomnienia)
- Dziesięć serc czerwiennych (1964; wspomnienia)
- Maje i listopady (1967; wspomnienia)
- O takich jak każde z was (1970)
- Opowieści wojenne (1973; wspólne wydanie O człowieku, który się kulom nie kłaniał i Krystka z Warszawy)
- Tamten brzeg mych lat (1973; wspomnienia)
- Dawno i jeszcze dawniej (1975)

## Ordery i odznaczenia
- Order Sztandaru Pracy I klasy (1964)[15]
- Krzyż Komandorski z Gwiazdą Orderu Odrodzenia Polski (1974)
- Krzyż Komandorski Orderu Odrodzenia Polski (16 lipca 1954)[16]
- Złoty Krzyż Zasługi (22 lipca 1952)[17]
- Medal Zwycięstwa i Wolności 1945
- Medal 10-lecia Polski Ludowej (19 stycznia 1955)[18]
- Medal 30-lecia Polski Ludowej (1974)
- Złoty Medal „Za zasługi dla obronności kraju” (1974)[19]
- Brązowy Medal „Za zasługi dla obronności kraju” (1966)[20]
- Medal Komisji Edukacji Narodowej
- Złota odznaka związkowa Związku Zawodowego Nauczycielstwa Polskiego (1955)[21]

## Nagrody i wyróżnienia
- Nagroda Państwowa III stopnia za powieść dla młodzieży pt. Ogniwo (1951)[22]
- Nagroda Prezesa Rady Ministrów za całokształt twórczości
- Nagroda honorowa Ministra Obrony Narodowej
- Dyplom honorowy Związku Pisarzy ZSRR (1976)[23]

Źródło:.